# Peder Galt
Peder Galt (1584-1644), var en dansk admiral. Fra 1621–24 var han sendemand i Stockholm. og udmærkede sig i Slaget på Kolberger Heide 1644.
1627 gik han i søtjeneste, blev i 1630 underadmiral, senere admiral og kommanderede i 1631 en eskadron i Østersøen . Galt var dog mere interesseret i poesi og retshistorie end af søen. 1644 blev Galt dog viceadmiral i generaladmiralens eskadron og deltog i søslaget på Kolberger Heide i 1644. Da generaladmiralen i slaget blev såret, blev Galt befalingsmand for dennes eskadron og en slags øverstkommanderende, om end underordnet kong Christian 4.. 27 juni gav kongen Galt ordre om at angribe svenskerne, men orden var ganske utydelig, og Galt forsømte den lejlighed at angribe, som 30. juli viste sig. 31 juli fik Galt ordre om at vende tilbage til sin post som viceadmiral, og siden den svenske flåde er sluppet ud fra Kielerfjord, noget som snarere var kongens end Galts fejl, blev han draget til ansvar og blev af rigsrådet dømt til døden for sin ulydighed. Trods dommernes forbønner blev Galt 31. august henrettet på Slotspladsen i København. Galts depecher fra Stockholm er blevet udgivet i Historiske dokumenter 26:1 (i 1920)..

## Eksterne kilder og henvisninger
1. ↑  Peder Galt i Store norske leksikon. (2009, 14. februar). Hentet 27. november 2016

- Svensk uppslagsbok, Malmö 1932
- Til dels efter ver. 16596558 på svensk Wikipedia